# Louis Phélypeaux, hrabě de Pontchartrain
Louis Phélypeaux, hrabě de Pontchartrain (Louis III. Phélypeaux, comte de Maurepas et de Pontchartrain) (29. března 1643, Paříž, Francie – 22. prosince 1727, Pontchartrain, Francie) byl francouzský státník z doby vlády Ludvíka XIV. z úřednické šlechty (noblesse de robe). Od mládí zastával nižší funkce ve státní správě, Koncem 17. století zastával funkce ministra financí (1689–1699) a ministra námořnictva (1690–1699). V letech 1699–1714 byl kancléřem Francie. Ještě před smrtí Ludvíka XIV. byl donucen k rezignaci, ale v době nezletilosti jeho nástupce Ludvíka XV. byl členem regentské vlády vévody Filipa Orlénaského. Z doby jeho působení v čele správy námořnictva pocházejí zeměpisná pojmenování v tehdejších francouzských koloniích v severní Americe (jezero Pontchartrain).

## Život

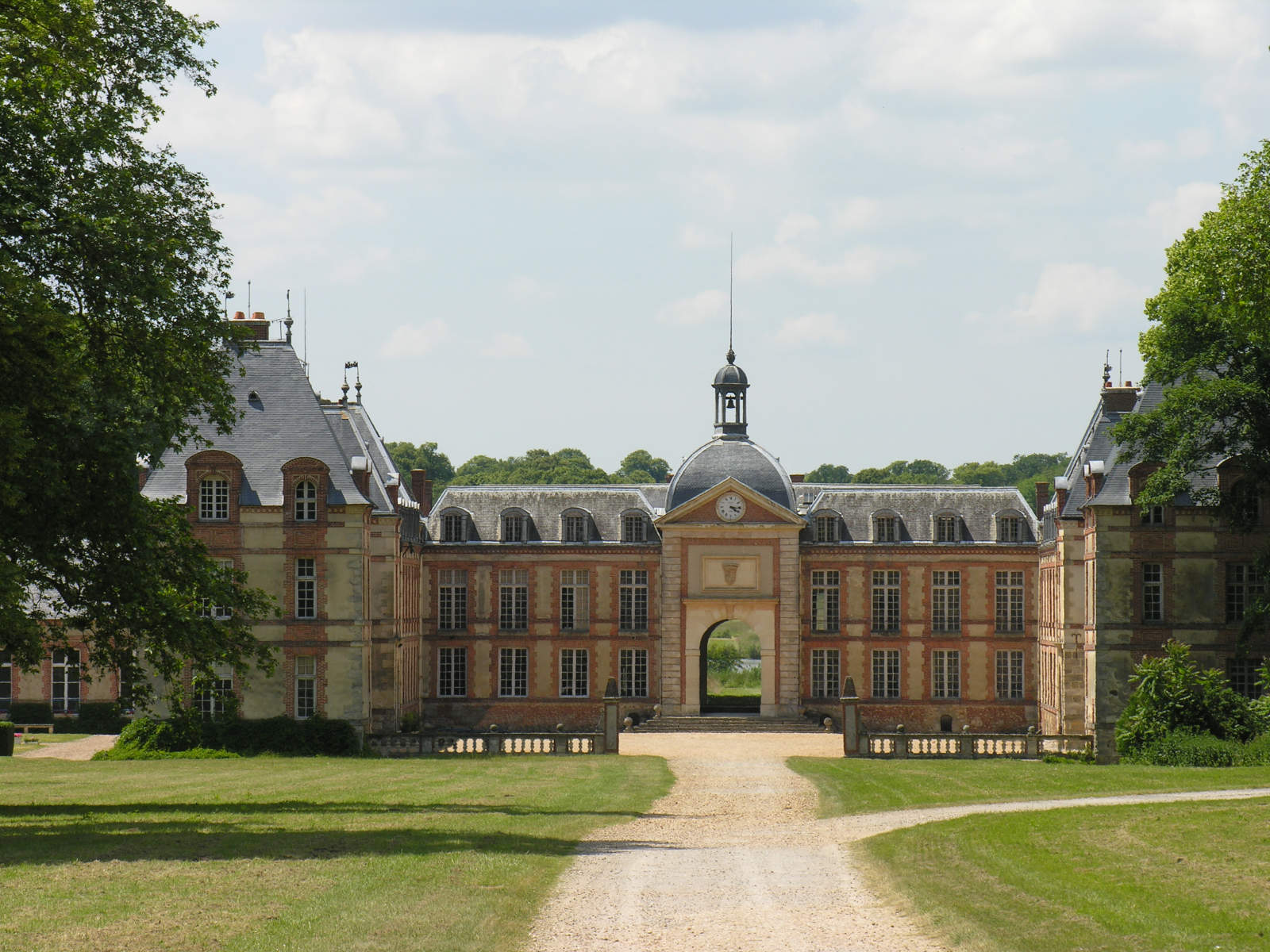
Zámek Château de Pontchartrain (departement Île-de-France), hlavní rodové sídlo v 17. a 18. století

Pocházel z vlivné šlechtické rodiny Phélypeaux, narodil se jako starší syn státního sekretáře a parlamentního rady Louise Phélypeauxe (1613–1685). Již v sedmnácti letech se stal parlamentním radou v Paříži (1661–1677), v roce 1677 byl prezidentem parlamentu v Bretani a od roku 1687 byl finančním intendantem. V letech 1689–1699 byl ministrem financí a v letech 1690–1699 zároveň ministrem námořnictva a královského domu. Mezitím získal tituly hraběte de Pontchartrain (1680) a hraběte de Maurepas (1691). Správa námořnictva, kterou převzal po Colbertovi ml., se pod jeho vedením vyznačovala úpadkem francouzského loďstva, což pokračovalo i za jeho syna Jérôma, který po něm v roce 1699 ministerstvo námořnictva převzal. Po odstoupení z ministerských úřadů byl jmenován kancléřem Francie a strážcem pečeti (1699–1714). Dlouhodobě se dostával do sporů s Ludvíkem XIV. a markýzou de Maintenon, krátce před smrtí Ludvíka XIV. musel na své funkce rezignovat. V době nezletilosti Ludvíka XV. byl nicméně členem regentské rady.
Po otci zdědil panství Pontchartrain nedaleko od Versailles. Zámek Château de Pontchartrain byl v té době hlavním rodovým sídlem a průběžně byl upravován za účasti významných architektů. Louisovým dalším majetkem byl zámek Château de Couharde, kam pro úpravu parku přizval architekta André Le Nôtra.
Byla po něm pojmenována jezera Pontchartrain a Maurepas v Louisianě v USA objevená v roce 1699.
Jeho manželkou byla Marie de Maupeou († 1714) z vlivné parlamentní rodiny. Měli spolu dva syny, starší Louis (1668–1684) zemřel předčasně, mladší Jerôme (1674–1747) převzal po otci ministerské úřady.
Louisův mladší bratr Jean-Baptiste Phélypeaux (1646–1711) byl státním radou a intendantem v Paříži. Jeho synové Jean Louis Phélypeaux (1688–1763) a François Phélypeaux (1689–1715) zastávali nižší funkce ve státní správě.